# Specchio ustorio

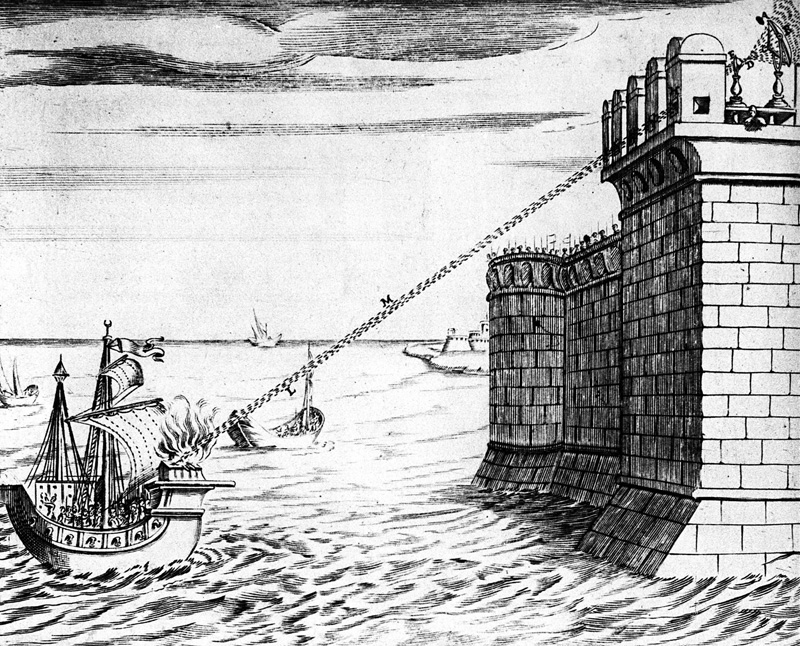
Immagine tratta dagli Apiaria universae philosophiae mathematicae di Mario Bettini, raffigurante l'assedio romano di Siracusa e la difesa con gli specchi ustori di Archimede.

Gli specchi ustori sono specchi in grado di concentrare i raggi paralleli provenienti dal Sole in un punto, detto fuoco dello specchio.

## Teoria e storia
Uno specchio ustore può essere realizzato con uno specchio parabolico, uno specchio, cioè, la cui superficie abbia la forma di un paraboloide di rotazione. Nell'introduzione Diocle riferisce che studi precedenti sull'argomento erano stati compiuti da Dositeo. Diocle non accenna ad Archimede, ma secondo la testimonianza fornita da Apuleio nell'Apologia, Archimede aveva affrontato l'argomento nel suo trattato perduto di Catottrica. 
Naturalmente la funzione degli specchi ustori può essere svolta con buona approssimazione anche usando un gran numero di specchi piani che riflettano la luce in un unico punto. Si è ipotizzato che questa seconda soluzione (ottenuta magari con specchi indipendenti, ciascuno manovrato da una persona) sia stata quella utilizzata in pratica.
Sarebbero usati durante la seconda guerra punica dai Siracusani durante l'assedio portato dai Romani a danno della città di Siracusa nel 212 a.C. .

## Gli specchi ustori e l'assedio di Siracusa

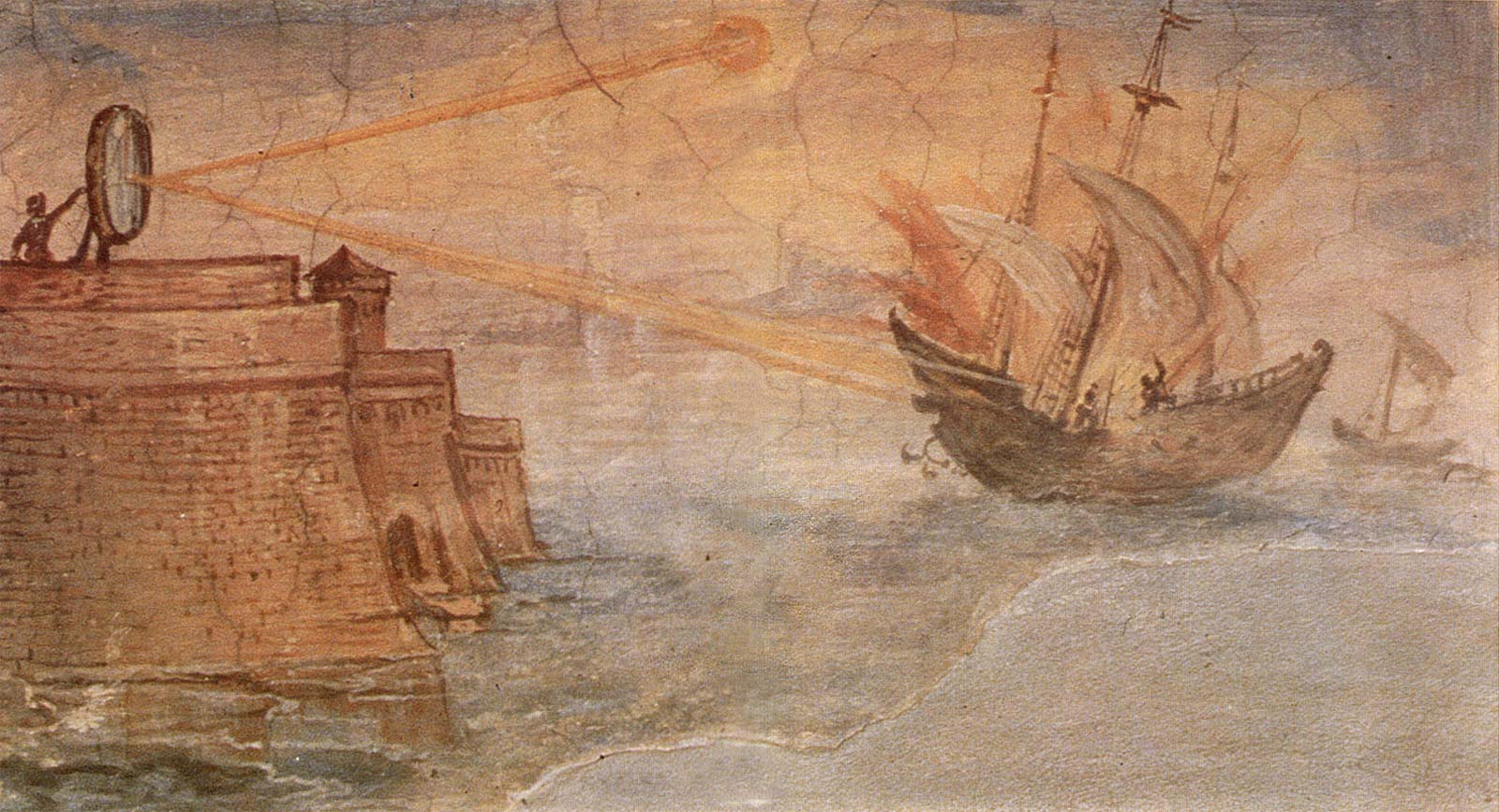
Specchi ustori di Giulio Parigi del 1600 presso lo stanzino delle matematiche, Galleria degli Uffizi a Firenze

Nell'immaginario collettivo gli specchi ustori sono indissolubilmente legati all'assedio di Siracusa, durante il quale Archimede li avrebbe usati per bruciare le navi romane. L'episodio non è ricordato da Polibio (che è la fonte più attendibile sui congegni bellici ideati da Archimede durante l'assedio), né da Livio né da Plutarco, ma è riferito da varie fonti tarde.
Ne parla per primo Galeno e poi Cassio Dione Cocceiano e vari altri autori, tra i quali i bizantini Giovanni Zonara e Giovanni Tzetzes. Essi aggiungono particolari ai racconti più antichi, descrivendo gli specchi ustori come composti da una serie di specchi piani opportunamente orientati. I raggi del Sole concentrati dagli specchi in un unico punto sarebbero stati in grado di bruciare il legno delle navi romane.
La struttura è costituita da almeno 24 grandi specchi piani, disposti in una figura esagonale su un graticcio ruotante su un palo fissato al terreno: lo specchio centrale serviva a dirigere il raggio solare riflesso sull'obiettivo, mentre gli specchi laterali venivano fatti convergere con un sistema di cinghie.
La struttura descritta da Zonara e Tzetzes viene rappresentata, nel 1914, in una scena del colossal storico Cabiria. Questo film ha contribuito ad alimentare la credenza che gli specchi vennero effettivamente usati in battaglia.
Altre fonti, non accreditate, riportano la descrizione di specchi in bronzo da toilette in uso all'epoca: un migliaio di donne sugli spalti del porto, ciascuna manovrando un singolo specchio con la mano, potevano prendere di mira le vele delle navi nemiche di passaggio nello stretto a sud di Siracusa, concentrando in un unico punto la luce riflessa da mille specchi.
L'antico uso bellico degli specchi ustori potrebbe essere poco credibile per vari motivi. In primo luogo, il fatto che ne parlino solo autori tardi rende l'episodio molto sospetto. Alcuni hanno poi ritenuto impossibile ottenere, con specchi, temperature sufficientemente elevate da poter danneggiare le imbarcazioni (il legno ha una temperatura di autoignizione superiore ai 300°C). Altri hanno sottolineato la difficoltà di costruire uno specchio parabolico con un punto focale così distante come dovevano essere le navi dalle mura di Siracusa. Poiché Archimede riuscì realmente a bruciare navi romane perfezionando armi da getto in grado di lanciare sostanze incendiarie, si è sostenuto che alla base della leggenda vi fosse un'errata traduzione di una voce greca, che si sarebbe riferita a "sostanze incendiarie" e sarebbe stata interpretata erroneamente come "specchi ustori". Tuttavia, l'esistenza di antichi trattati sugli specchi ustori e le testimonianze riportate in precedenza su Dositeo e Archimede suggeriscono la possibilità che la leggenda sia nata sovrapponendo il ricordo delle navi romane incendiate alla reale progettazione di specchi ustori destinati ad usi più pacifici.
Nel romanzo Sherlock Holmes, anarchici e siluri, la scrittrice Joyce Lussu si immagina che il naturalista anconitano Luigi Paolucci narri la leggenda degli specchi ustori, localizzando l'ultimo rifugio dell'invenzione archimedea in una caverna dell'antica colonia siracusana di Ankón (Ancona).

## Interpretazioni moderne e tentativi di ricostruzione

Ipotesi sugli specchi

Nel corso della storia, molti scienziati si sono interessati agli antichi specchi ustori. Secondo recenti ritrovamenti in Svezia il popolo dei vichinghi possedeva delle lenti per concentrare i raggi solari.
Leonardo, ad esempio, cercò, invano, di utilizzare specchi per fondere il bronzo di alcune statue commissionategli. Ma prima di lui Giovanni da Fontana lasciò testimonianze sull'argomento. Anche Galileo ne accennò. Bonaventura Cavalieri intitolò Lo specchio ustorio il suo trattatello sulle coniche, nel quale propose una sua ricostruzione dell'ordigno di Archimede, che avrebbe usato due specchi parabolici.
Nel Settecento Georges-Louis Leclerc, conte di Buffon, tentò di ripetere l'esperienza degli specchi ustori costruendo un modello composto da 148 specchi piani costituenti approssimativamente un paraboloide. La struttura era dotata di leverismi in grado di spostare il fuoco adattandolo alla posizione assunta dal bersaglio. L'esperienza di Buffon ebbe il risultato di concentrare la luce del sole sino a fondere del piombo e dello stagno, ma non dimostrò né replicò l'evento "storico" delle navi incendiate.
Nel 1796, durante la Rivoluzione francese, Étienne-Gaspard Robert propose l'uso degli specchi ustori contro le navi della Marina britannica, ma la proposta non fu approvata.
Nel 1972 l'ingegnere Mario Pincherle ha proposto e interpretato una riproduzione degli specchi ustori riproducendone il funzionamento. Secondo Pincherle la macchina ustoria era composta da migliaia di piccoli specchi che i Siracusani potevano orientare verso le navi nemiche.
Negli anni novanta del XX secolo è stato compiuto un esperimento per valutare la sua effettiva capacità, dirigendo verso una replica di una nave romana (con gli stessi materiali che venivano usati all'epoca) 24 pannelli metallici lucidati in materiale simile a quelli utilizzati dai siracusani come scudi. Dopo pochi secondi il legno cominciò ad emettere fumo, per poi bruciare.
Nel 2006 è stata ripetuta l'esperienza dal prof. David Wallace del MIT, nel corso di una trasmissione televisiva, ottenendo un parziale successo. Con l'aiuto di 127 specchi da 30 cm egli ha cercato di ripetere l'esperienza di Archimede concentrando l'energia solare su una barca di legno lunga 30 metri, riuscendo a creare una piccola fiamma.
Nel 2010, durante la trasmissione televisiva Miti da sfatare (Mythbusters), è stata ricostruita l'esperienza su espressa richiesta del presidente degli Stati Uniti Barack Obama. Nonostante siano stati usati 500 specchi (sia di bronzo lucidato che moderni di vetro), si è registrato un incremento di appena un centinaio di gradi, molto distante dalla temperatura di autocombustione della stoffa. Nonostante ciò è stato chiaro come l'esperienza sia estremamente fastidiosa per eventuali soldati a bordo delle navi. È possibile che fosse stato questo un elemento vincente della strategia di Archimede, più che una vera e propria arma in grado di bruciare gli scafi.

## Usi moderni degli specchi ustori
Ad oggi il metodo di concentrazione dei raggi solari viene utilizzato in alcune centrali solari per la produzione di energia elettrica. Un esempio di applicazione è la centrale sperimentale Archimede nei pressi di Siracusa che sfrutta dei metodi innovativi.
Uno specchio parabolico concavo viene usato anche durante la cerimonia di accensione della fiaccola olimpica prima di ogni edizione dei Giochi olimpici
.